# The Floating Admiral
The Floating Admiral (A Morte do Almirante, no Brasil ou Quem matou o almirante? em Portugal) é um romance policial escrito em 1931 por catorze membros do Detection Club. O prólogo e seus doze capítulos foram escritos por quatorze membros do Detection Club de Londres. Cada escritor se encarregou de um capítulo (o segundo contou com dois autores), onde eram colocados pistas e problemas que deveriam ser resolvidos e desenvolvidos pelo responsável do capítulo seguinte.

## Os capítulos e seus autores
- Prólogo - "Três Sonhos de Ópio" - G. K. Chesterton
- Cap. 1 - Cadáver a Bordo - Cônego Victor L. Whitechurch
- Cap. 2 - Dando Notícias - G. D. H. e M. Cole
- Cap. 3 - Brilhantes Pensamentos em Maré Alta - Henry Wade
- Cap. 4 - Principalmente Conversas - Agatha Christie
- Cap. 5 - O Inspetor Rudge Começa a Desenvolver uma Hipótese - John Rhode
- Cap. 6 - O Inspetor Rudge Pensa Melhor Sobre o Assunto' - Milward Kennedy
- Cap. 7 - Choques Para o Inspetor - Dorothy L. Sayers
- Cap. 8 - Trinta e Nove Itens de Dúvidas - Ronald A. Knox
- Cap. 9 - O Visitante da Noite - Freeman Wills Crofts
- Cap 10 - A Banheira - Edgar Jepson
- Cap 11 - No Vicanato - Clemence Dane
- Cap 12 - Dissipando o Tumulto - Anthony Berkeley

1. ↑  «Quem Matou o Almirante?». LeYa Online. Consultado em 21 de setembro de 2023